# نهر لين كوف

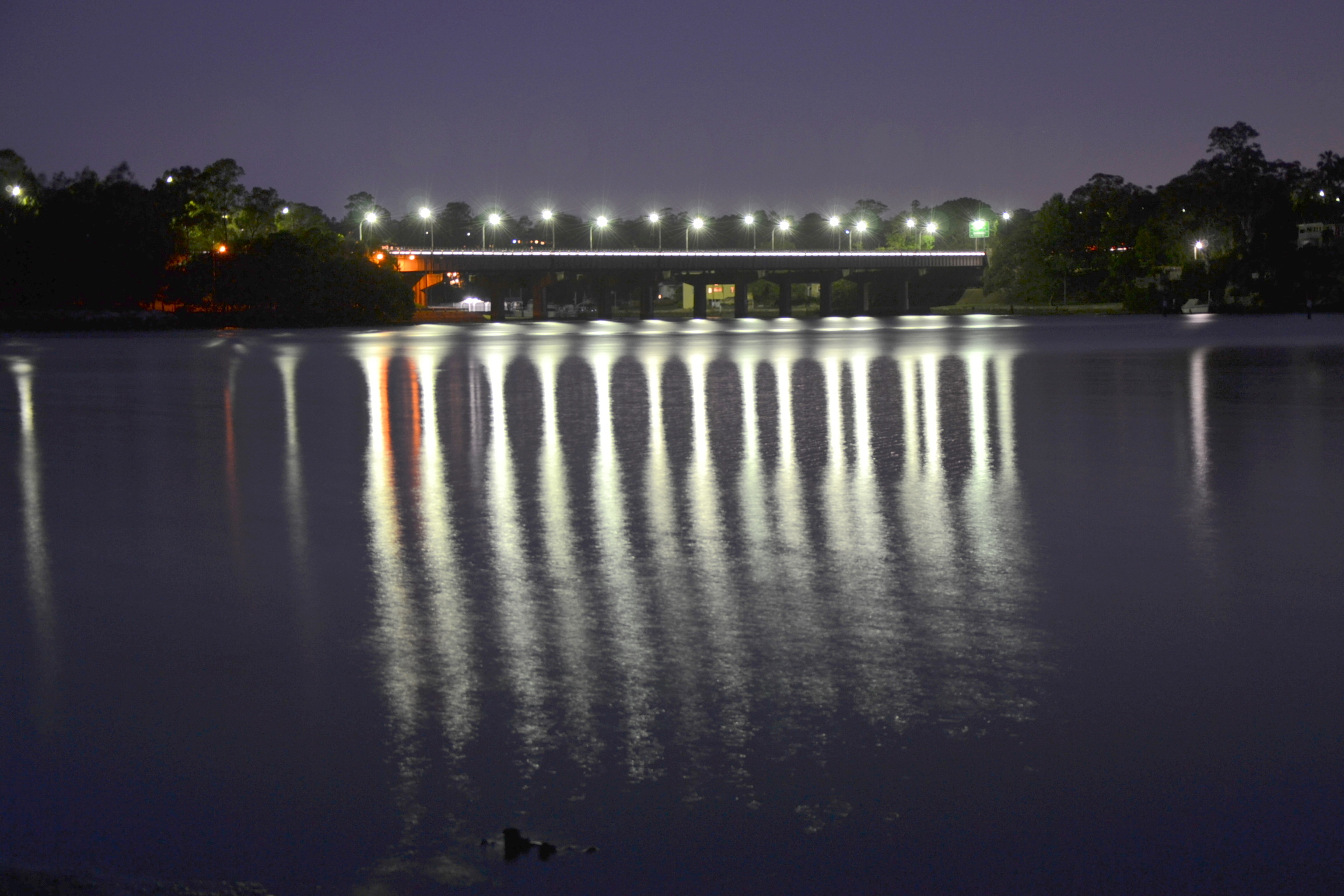
نهر لين كوف
(بالإنجليزية: Lane Cove River)‏: هو الرافد الشمالي لنهر باراماتا, يبلغ طوله 15 كم بعرض 3 كم وبعمق 4.2 متر , يقع بمدينة سيدني في ولاية نيوساوث ويلز، أستراليا, وهو نهر ينبع بالقرب من Thornleigh ويتدفق بإتجاه الجنوب لمسافة 15 كم, وتيبلغ مساحته 95.4 كم2.
المصدر: مترجم من Lane Cove River